# McMahonova linie

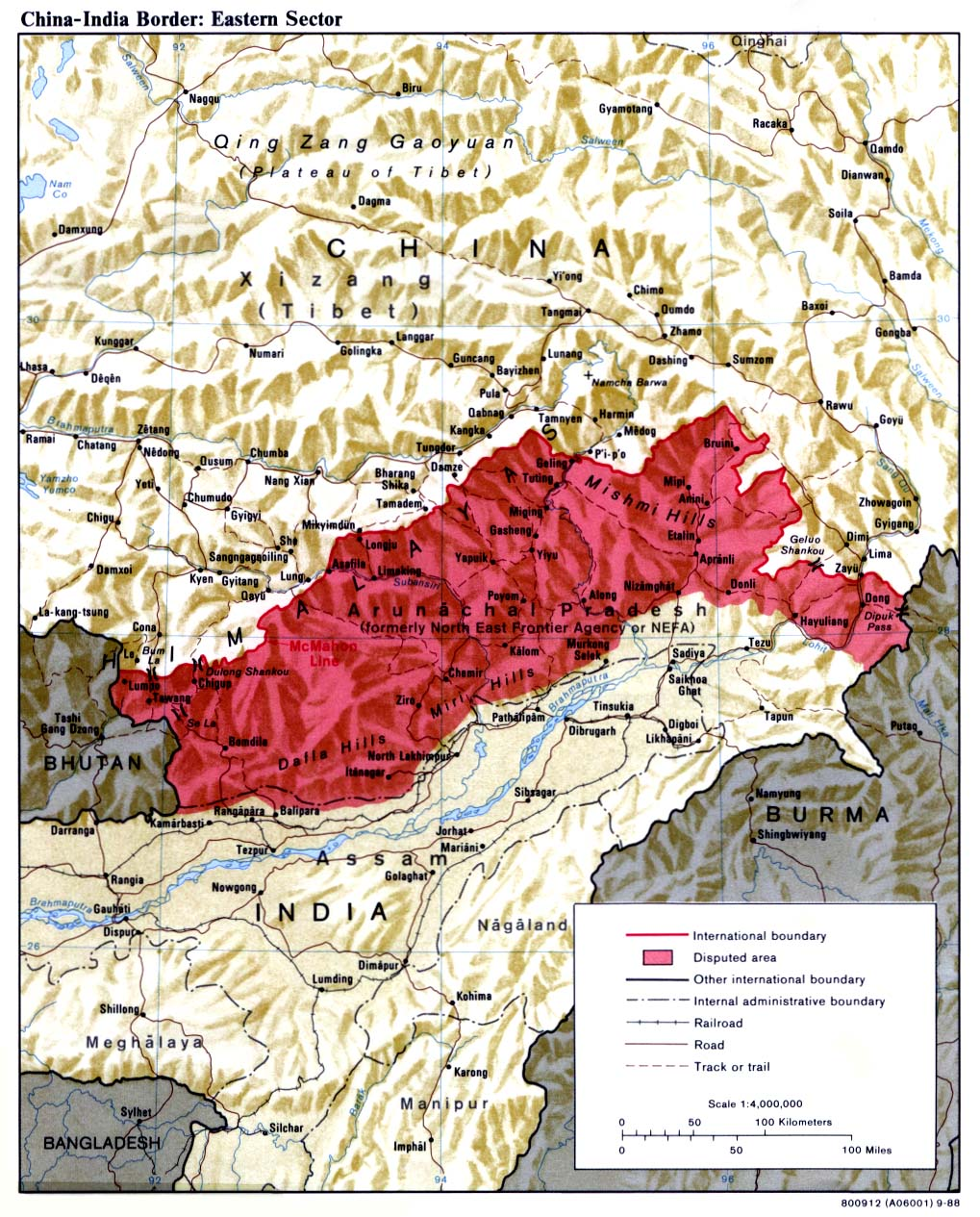
McMahonova linie (vyznačena červenou linkou) a sporné území (vyznačené červenou barvou)

McMahonova linie (anglicky McMahon Line) je označení pro linii vedoucí od průsmyku Isu Razi východním směrem k Bhútánu, dojednanou v Simelské dohodě.
Jméno McMahonova linie je odvozeno od Henryho McMahona, britského zástupce na Simelské konferenci.

## Význam
McMahonova linie se ve svém průběhu prakticky shoduje s příslušnou částí tzv. Linie aktuální kontroly mezi Indií a Čínskou lidovou republikou. Indie McMahonovu linii považuje za svou hranici s Čínskou lidovou republikou východně od Bhútánu. ČLR ovšem McMahonovu linii neuznává a nárokuje většinu území indického svazového státu Arunáčalpradéš a přilehlý úzký pás území svazového státu Ásám jako součást Tibetu (tzv. Jižní Tibet).

## Historie
Na počátku 20. století stále nebyly hranice Britské Indie s Tibetem smluvně vymezeny. Po zániku Čínského impéria Čína procházela obdobím vnitřního rozvratu a její vliv v Tibetu opětovně upadl.
Od října 1913 do července 1914 jednala o otázkách vzájemných hranic a o statusu Tibetu v Simle (Šimle) mezinárodní konference s účastí britských, čínských a tibetských zástupců. Čínská delegace se k otázce indicko-tibetských hranic stavěla vyhýbavě. Britští zástupci proto s tibetskými zástupci 24. března 1914 uzavřeli separátní Simelskou dohodu. Tato dohoda vymezila indicko-tibetské hranice na úseku mezi Bhútánem a Barmou. K Britské Indii bylo přičleněno území dnešního indického svazového státu Arunáčalpradéš. Vlády Velké Británie a Tibetu následně dohodu ratifikovaly, čínská vláda ratifikaci odmítla. Čína McMahonovu linii nikdy smluvně neuznala.
Vlastní průběh hranic byl dojednán výměnou nót mezi britským zástupcem Henrym McMahonem a tibetským zástupcem lönčhenem Šädou. Průběh hranice byl červeně vyznačen na mapě přiložené k nótě britského zástupce, s tím, že „nacházejí-li se posvátná místa Cchokarpo a Carisarpa na britské straně hranice do vzdálenosti jednoho denního pochodu, patří do tibetského území a hranice bude podle toho upravena“.

## Čínsko-indická pohraniční válka
V září až listopadu 1962 se Indie s Čínou střetly v pohraniční válce , ve které čínské jednotky na několika místech překročily McMahonovu linii a prakticky bez odporu pronikly až k ásámským nížinám. Po této demonstraci síly se však k 1. prosinci 1962 stáhly zpět.